# Grand Bouddha de Leshan
Le Grand Bouddha de Leshan (chinois simplifié : 乐山大佛 ; chinois traditionnel : 樂山大佛 ; pinyin : lèshān dàfó) est une statue monumentale de Bouddha taillée dans la falaise du mont Lingyun (凌云山, língyún shān, « la montagne qui monte dans les nuages »), sur la rive est de la rivière Min dans la région du mont Emei, au Sichuan. Édifié approximativement entre 713 et 803, il doit son existence — dit la légende — à un moine bouddhiste qui souhaitait protéger les marins empruntant le périlleux confluent des trois rivières : Dadu he (大渡河), Qingyi (青衣江) et Min (岷江) et prévenir les inondations de la ville de Leshan. Il se situe au sud de la province du Sichuan, en Chine.
Ce site, inscrit au patrimoine mondial de l’humanité par l’UNESCO en 1996, et premier lieu d’établissement en Chine du bouddhisme (dès le premier siècle de notre ère), est, par ses dimensions, le plus grand Bouddha du monde antérieur au XXe siècle,, et la plus haute statue de Maitreya, avec ses 71 mètres de haut pour 28 mètres de large.

## Histoire

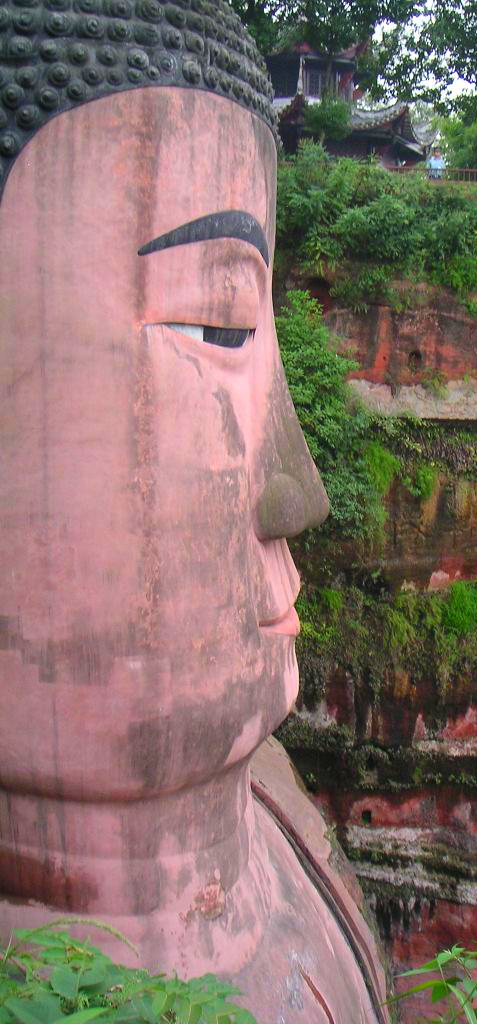
Tête de la statue, dont les dimensions sont à comparer avec la taille des spectateurs qui se trouvent derrière.

Sa réalisation débuta approximativement en 713 durant le règne de Xuanzong (712-756), de la dynastie Tang, et prit fin en l'an 803, sous l'empereur Dezong (779-805). Sa construction fut entreprise sous la direction d'un moine du nom de HǎiTōng, abbé du monastère de LíngYún. Il espérait que la représentation de Maitreya, le Bouddha du futur, calmerait les eaux turbulentes que redoutaient les navires qui descendaient le cours du fleuve. Quand le financement du projet se trouva menacé, on rapporte qu'il se serait arraché les yeux pour prouver sa piété et sa sincérité. Il aurait ensuite passé le reste de sa vie dans une caverne, ancienne tombe abandonnée.
Après sa mort, cependant, la construction fut interrompue du fait de l'insuffisance du financement. Soixante-dix ans plus tard environ, un jiedushi (gouverneur militaire dans la Chine des Tang) décida de financer le projet, et la construction fut terminée par les disciples de Haitong en 803.
Il semble que la construction massive ainsi créée amena à extraire de la falaise une telle quantité de matériaux, déposés ensuite dans le lit du fleuve, que ces travaux réduisirent effectivement les remous du fleuve, rendant désormais les eaux propices à la navigation.

## Description
Le Grand Bouddha de Leshan, taillé dans la paroi rocheuse, mesure 71 mètres de haut, et 28 mètres de large aux épaules. La statue comporte un ingénieux système de drainage caché, qui a permis de limiter — mais non de supprimer — l'érosion naturelle.
Sa tête fait 14,7 mètres de haut. Chaque œil mesure 3 mètres de long, et chaque oreille 7 mètres. Le majeur de la main de Bouddha mesure 8 mètres de long, et sa tête est ornée de 1 021 petits chignons de cheveux enroulés, taillés dans des blocs de pierre encastrés dans sa tête comme des chevilles.
De chaque côté de la statue se trouvent des guerriers, beaucoup plus petits puisqu'ils ne font que 8 mètres de haut. Derrière eux, sur la colline, se trouvent plusieurs pavillons, dont le plus spectaculaire est la pagode Lingbao, d'époque Tang, à laquelle mène un escalier.
La construction de Bouddha géant est une pratique sans doute originaire de l'Inde, et qui s'est peu à peu répandue dans toute l'Asie. Mais les deux seuls Bouddhas antiques qui pouvaient se comparer à celui de Leshan étaient ceux de Bâmiyân, en Afghanistan, détruits en mars 2001 par les talibans. Toutefois, en 2017, la déforestation massive dans les montagnes aux alentours de la ville de Guiyang, dans la province du Guizhou, a eu pour conséquence la mise au jour d'un autre Bouddha monumental, sculpté dans la roche. Selon la légende, Hai Nang, le maître du moine Hai Tung, aurait en parallèle de son disciple érigé une statue de Bouddha : tandis que Hai Tung serait parti pour Leshan, il serait resté sur place pour ériger la sienne, mais serait mort avant son achèvement.

## Dégradation
Le Bouddha de Leshan a souffert de la pollution provenant du développement sans frein qu'a connu la région. Selon Xinhua, « le Bouddha de Leshan, et beaucoup de sites historiques ou naturels chinois, ont été victimes du mauvais temps, de la pollution atmosphérique, de mesures de protection inadéquates, et des conséquences négatives de la présence de hordes de touristes. »
Le gouvernement local a fermé les usines et les centrales énergétiques les plus proches de la statue. Celle-ci, cependant, souffrait déjà d'un « noircissement du nez » et de traces de poussières noirâtres sur son visage.
Malgré un système de drainage destiné à réduire l’imprégnation des eaux de pluie et le pourrissement de la pierre, le géant, déjà restauré en de multiples endroits, souffre d’une importante érosion due au climat et sans doute à la forte fréquentation des touristes qui accèdent à ses pieds, par un vertigineux escalier creusé dans la falaise.
L'érosion a été accrue par le fait que l'immense bâtiment protégeant jadis la statue a été détruit du temps des Ming. Il est parfois question de reconstruire ce monument.

## Restaurations

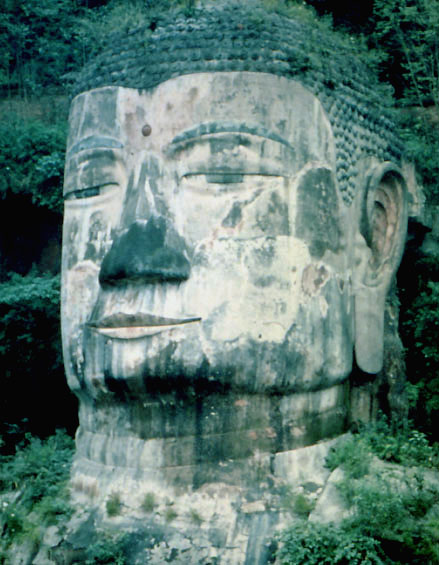
Tête du grand Bouddha de Leshan avant sa dernière restauration.

À l’origine, le Bouddha était abrité grâce à une structure en bois de treize étages ; celle-ci fut détruite lors des guerres qui eurent lieu entre la fin de la dynastie Yuan (1271-1368) et le début de celle des Ming (1368-1644). Exposé aux vents et à la pluie, le Bouddha se désagrégea rapidement.
À chaque dynastie, le Bouddha de Leshan connut des travaux de restauration. Plus récemment, il a subi six importantes campagnes, sans pourtant avoir résolu tous les problèmes.
En 1996, la protection du Bouddha de Leshan par l'UNESCO a attiré l’attention du monde entier. Ainsi furent envoyés par celle-ci des groupes d’experts afin d'y poursuivre des études et superviser les travaux de protection. La Banque mondiale concéda un prêt à taux zéro s'élevant à huit millions de dollars pour l’entretien et la protection du Bouddha. Deux millions ont d’ores et déjà été employés.
La protection du Bouddha de Leshan a deux objectifs, à la fois scientifique et écologique ; la municipalité de Leshan a mis en place des mesures pour sauvegarder le Bouddha, parmi lesquelles l'amélioration de l’environnement aux alentours du Bouddha, notamment en réduisant les sources de pollution, en forçant les industries à quitter la zone selon un calendrier précis, en contrôlant la pollution de la rivière Min et investissant 200 millions de yuans par an dans la construction d’une autoroute.

### Dernière rénovation en date

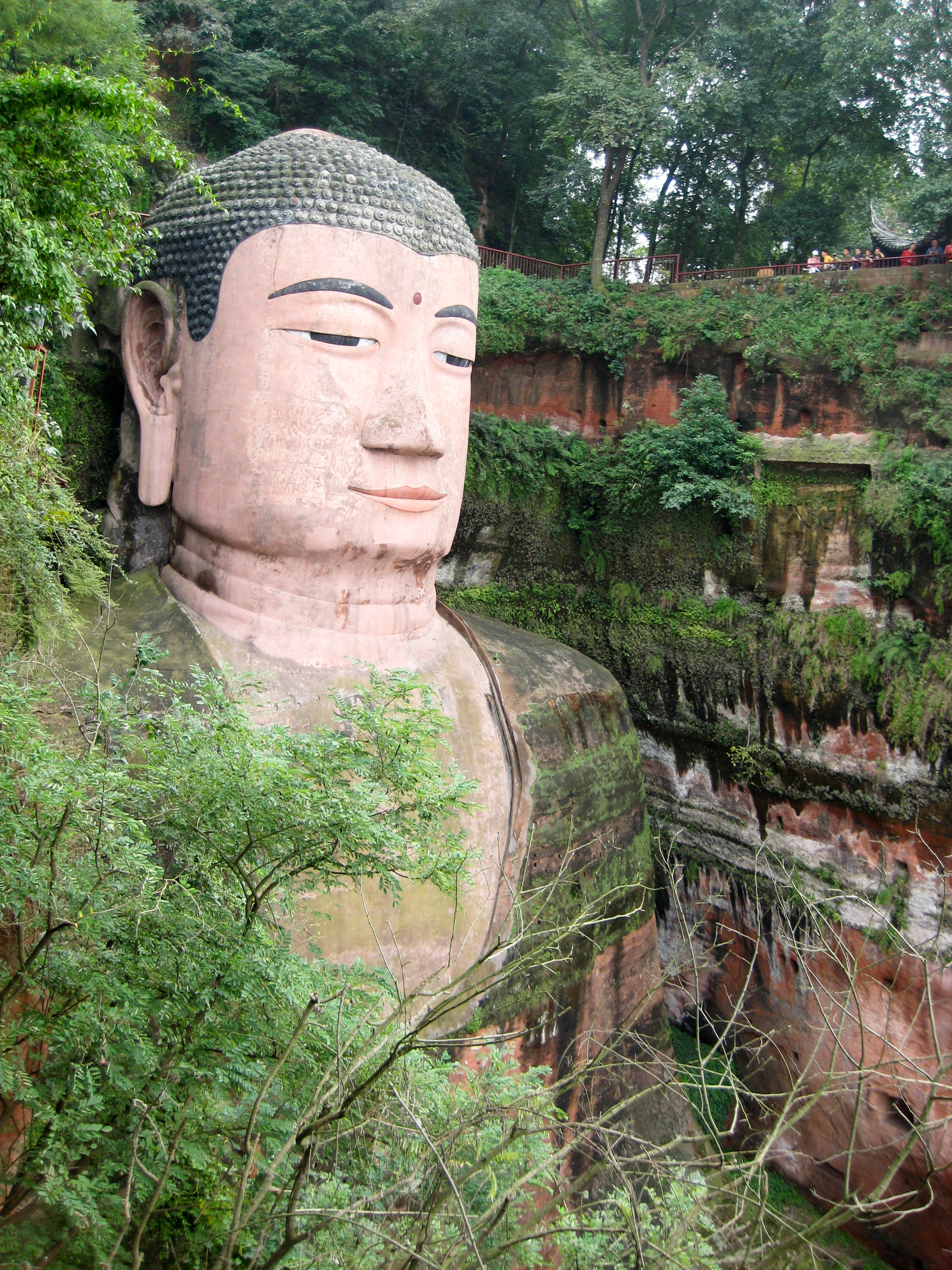
Buste du Grand Bouddha après sa restauration.

Il s’agit du premier programme de restauration depuis l'inscription du Bouddha sur la liste du patrimoine mondial par l’Unesco.
« L’administration locale des vestiges historiques a fait appel à des experts et à des techniciens maîtrisant les technologies optiques, électroniques ou à ultrasons les plus récentes pour prendre en permanence le pouls du Bouddha et intervenir en cas de problème ».
La première phase des travaux de restauration a commencé en mars 2001, celle-ci étant dédiée au traitement de la tête du Bouddha, des épaules, de la poitrine et de l'estomac. L'opération comprit des travaux s'étendant à l'ensemble de la statue : les cheveux coiffés en chignons furent refaits, le visage nettoyé, les saletés et la végétation retirées de son corps.
De plus, des couches de ciment provenant de restaurations ultérieures furent remplacées, des fissures rebouchées, le tout en employant des matériaux traditionnels.
À cette occasion, une fissure de quatre mètres de profondeur a été colmatée, à la base de la statue ; l'ingénieux système de drainage interne a également été remis en état.
La seconde phase de travaux débuta à la fin de la même année, consistant essentiellement à drainer le corps du Bouddha, protéger ses pieds des outrages causés par l’eau et enfin à imperméabiliser l’ensemble.

## Galerie

Le Bouddha vu de l'eau.
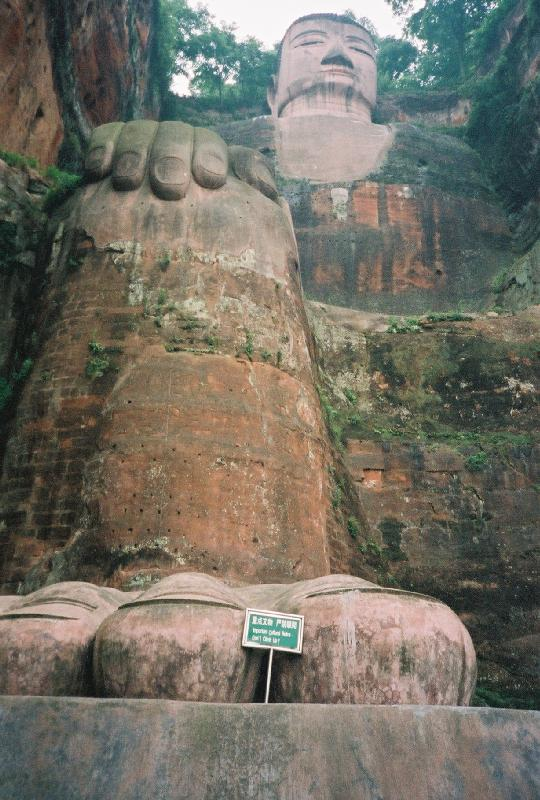
Leshan Le Bouddha vu du niveau du sol.
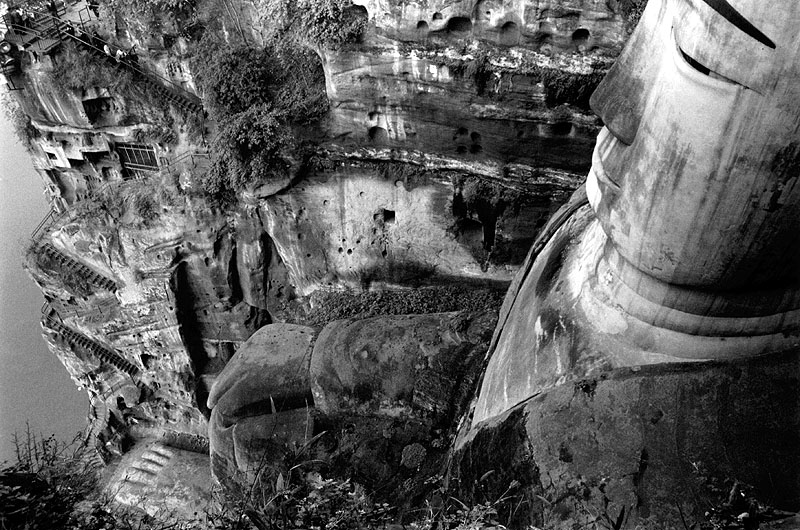
Le Bouddha géant vu d'au-dessus.
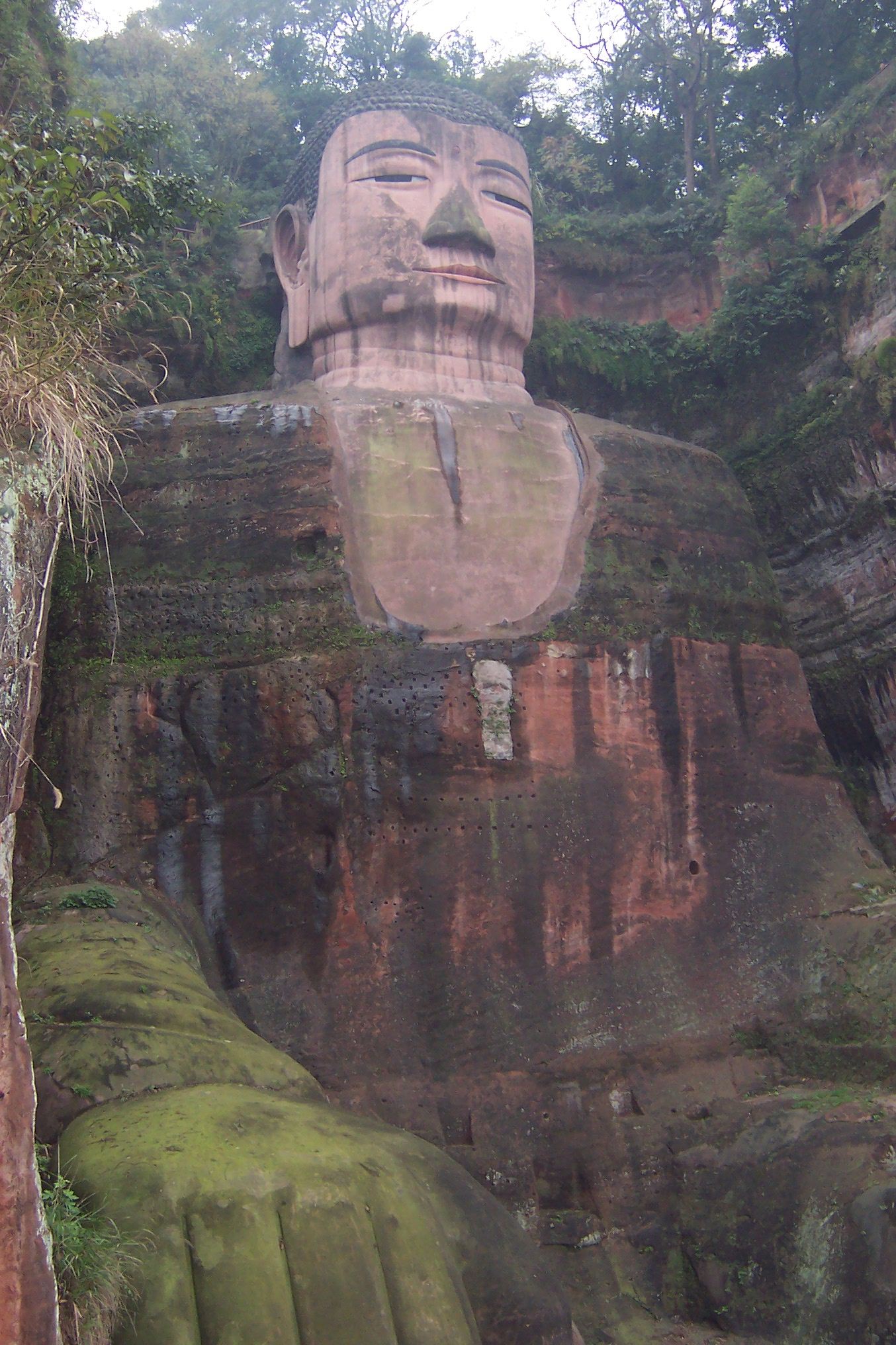
Le Bouddha géant vu des escaliers.
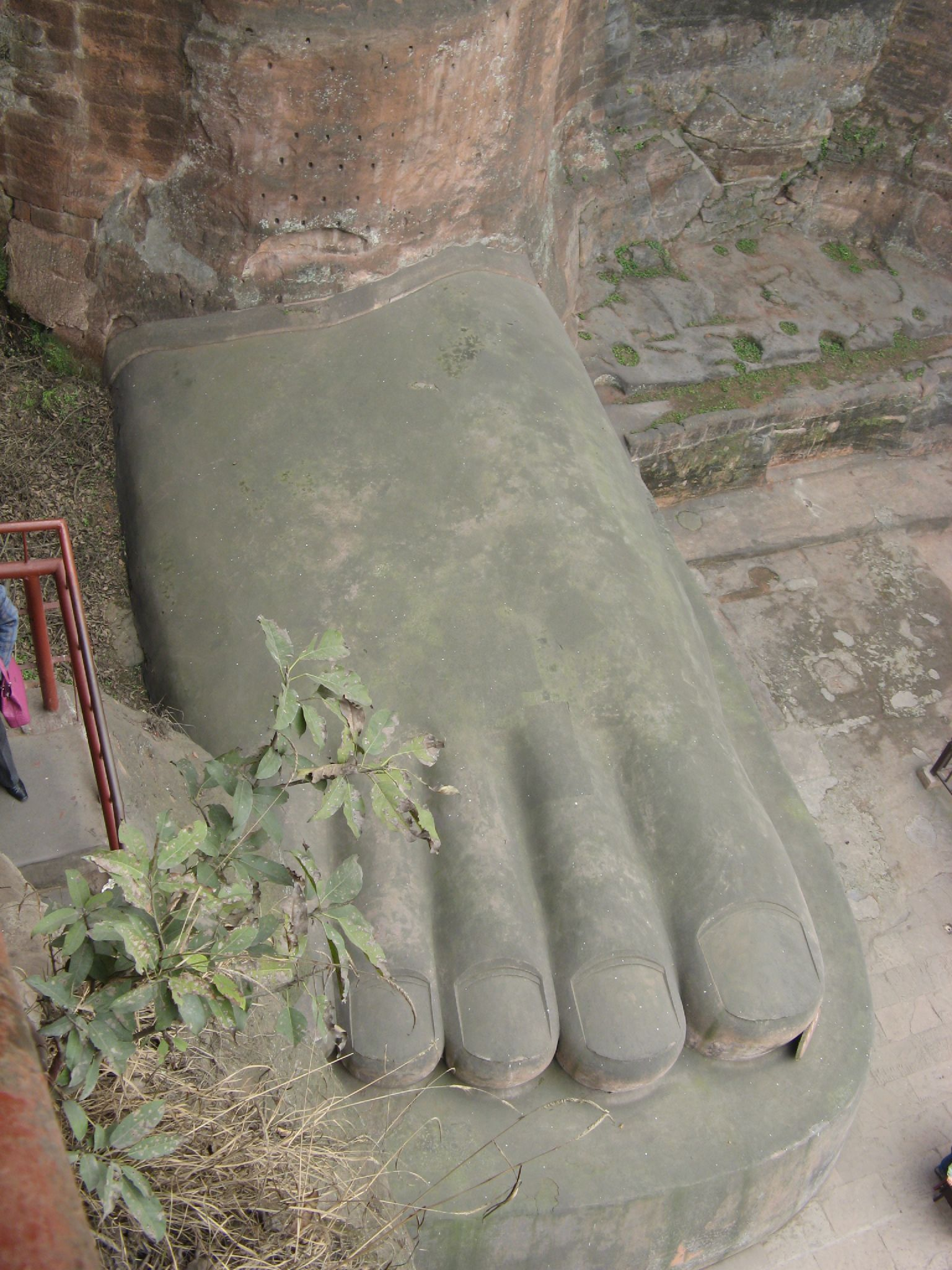
Pied, doigts de pied, et ongles de pied.
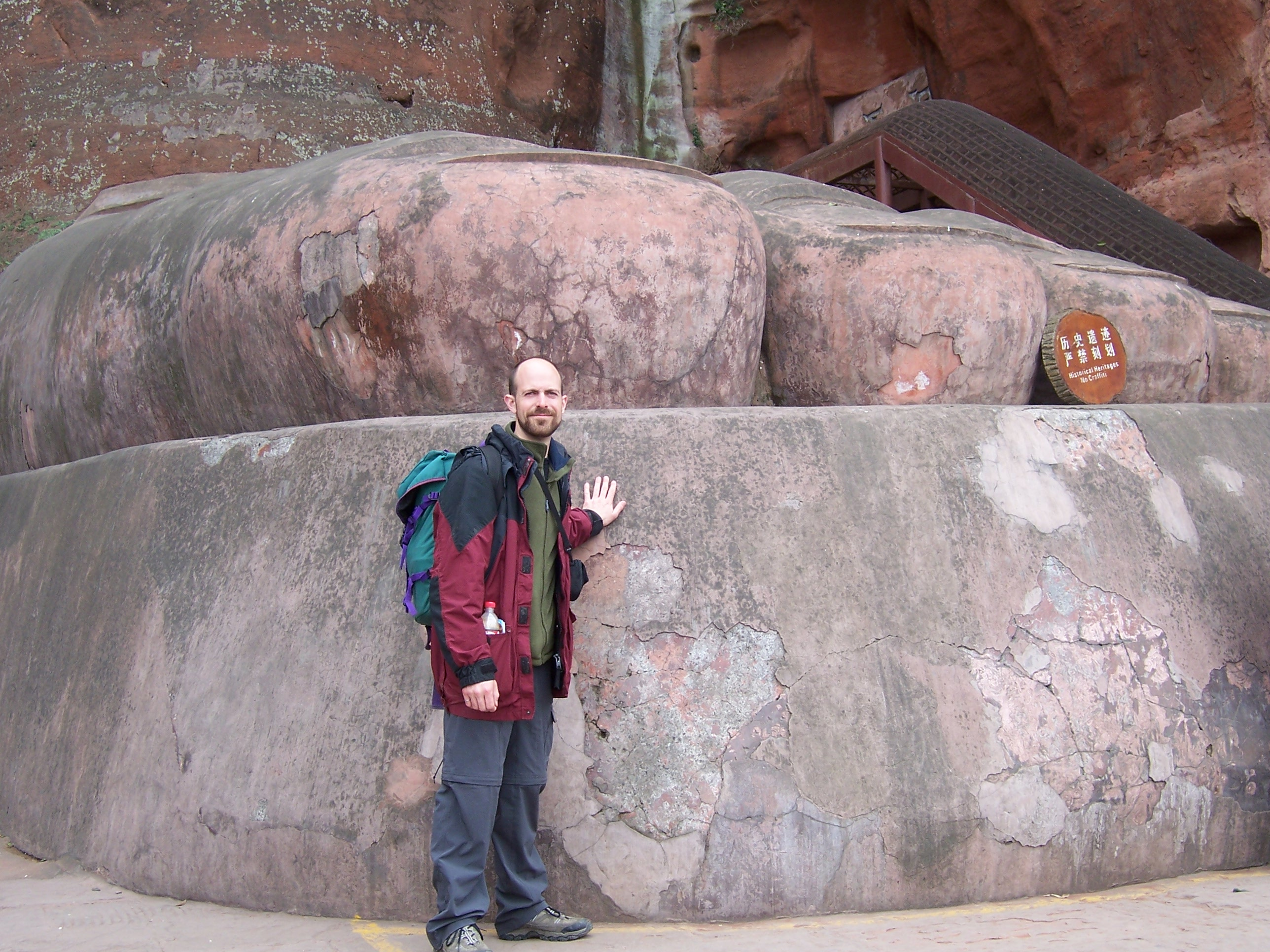
Une personne devant les doigts de pied de Bouddha donne l'échelle du monument.
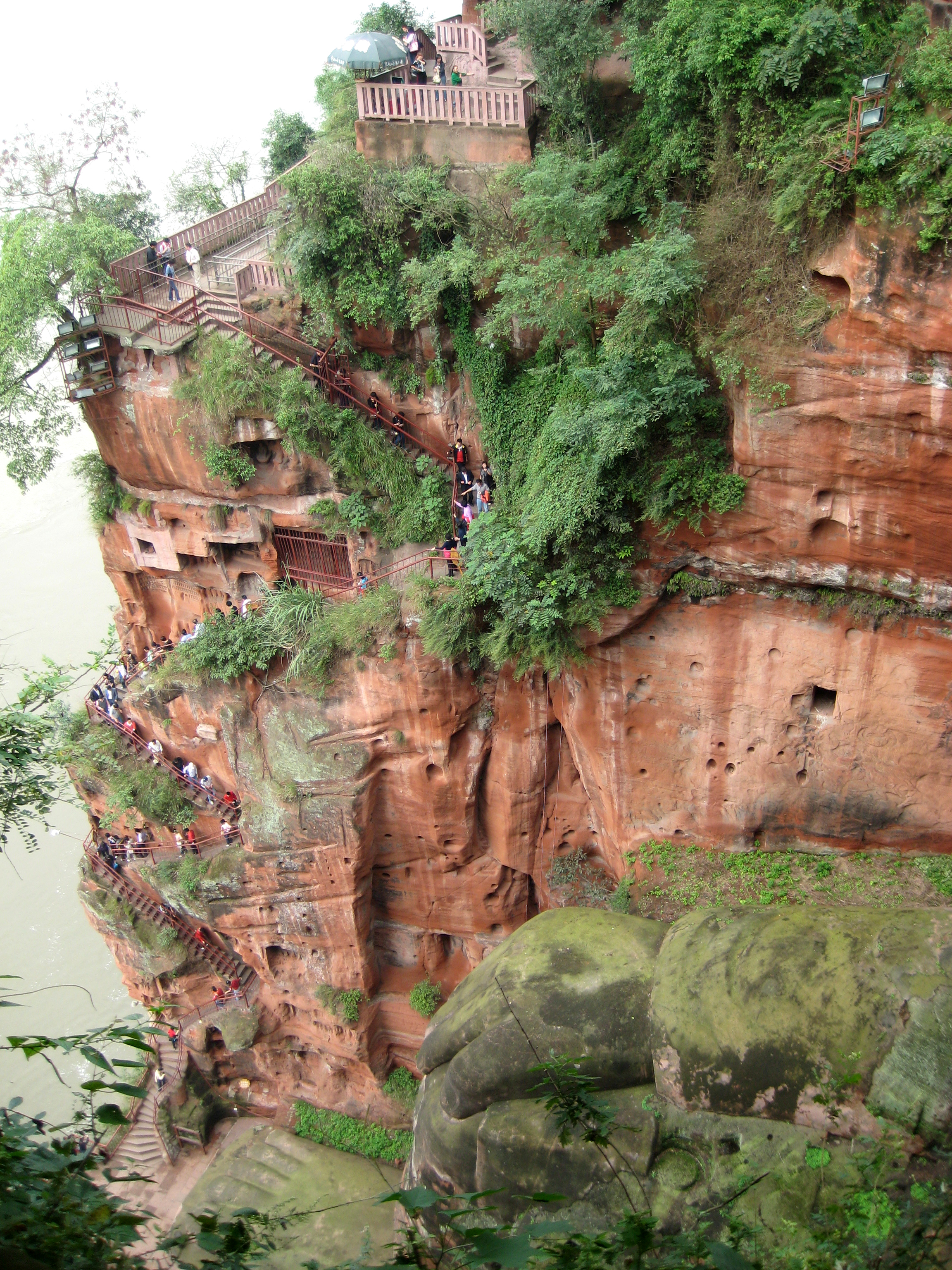
L'escalier originel menant de la tête du bouddha à ses pieds.
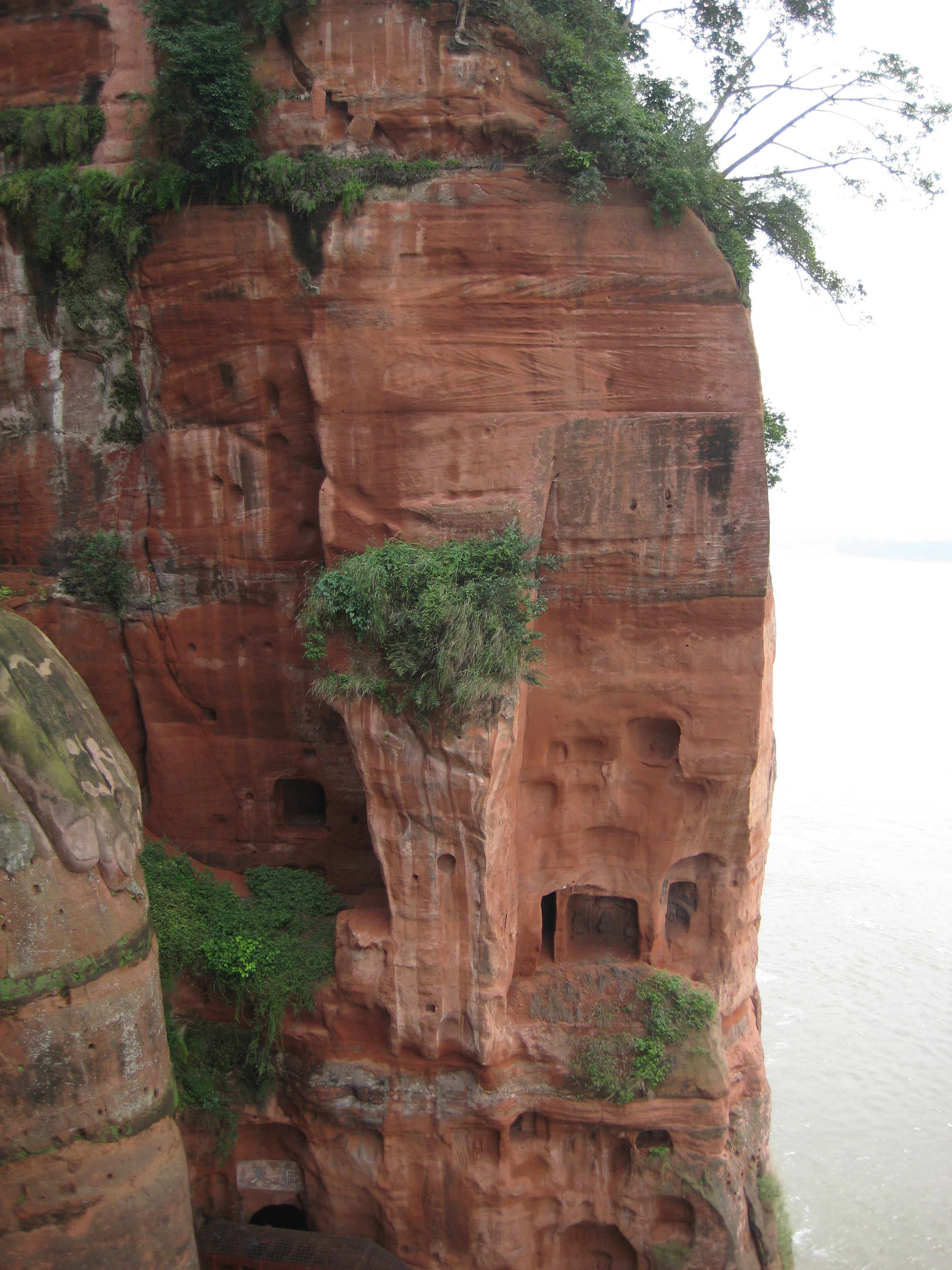
Vue de la falaise opposée.
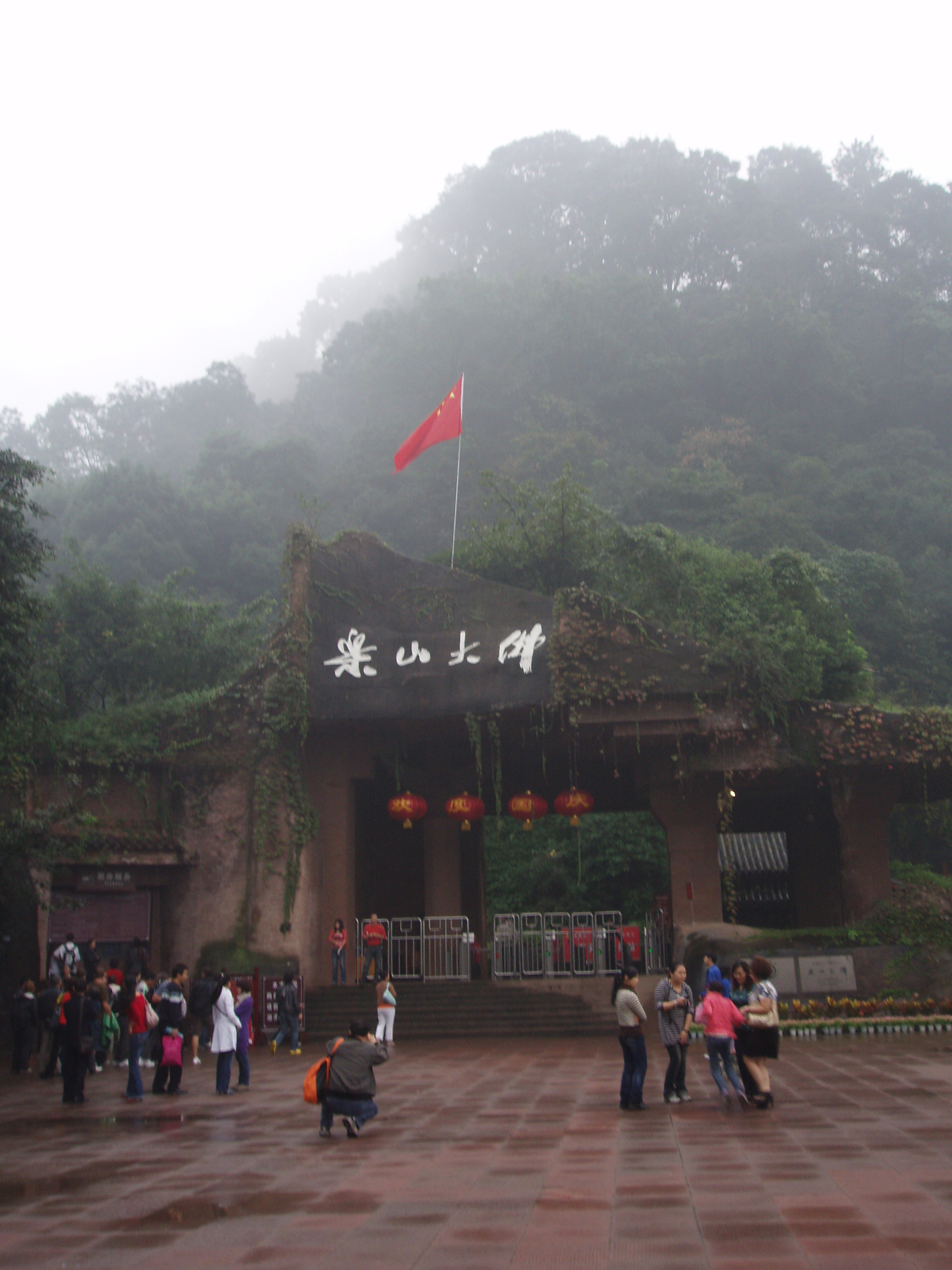
L'entrée